# 哈拉直沟乡
哈拉直沟乡，是中华人民共和国青海省海东市互助土族自治县下辖的一个乡镇级行政单位。

## 行政区划
哈拉直沟乡下辖以下地区：
尚家村、蔡家村、费家村、蒋家村、里外台村、毛荷堡村、师家村、孙家村、魏家堡村、新庄村、杏园村、盐昌村和白崖村。